# Klępicz (stacja kolejowa)
Klępicz – nieczynna stacja kolejowa w Klępiczu w województwie zachodniopomorskim, w Polsce.